# Sangemarmar Sar
Sangemarmar Sar, Sangemar Mrz, Sang-e-Marmar oder Sangemarmur ist ein pyramidaler Gipfel im Batura Muztagh einem Teilbereich des Karakorum. Der Name Sangemarmar („Marmor“) wurde ihm wegen des gelben Marmorbandes gegeben, das den Gipfel durchzieht. Die Gipfelhöhe beträgt 6949 m (nach anderen Quellen 7050 m).

## Lage und Eigenschaften
Er liegt zwischen dem Machuhar- und dem Shispare- (oder Hasanabad-) Gletscher am Ende eines Sporn-Kamms, der südwestlich des Pasu Sar verläuft. Seinen niedrigen Bekanntheitsgrad verdankt er der Nachbarschaft der viel höheren Umgebungsgipfel, wie dem Batura Sar und dem Rakaposhi. 
Wegen seiner Lage am südlichen Ende des Hauptkamms und seiner Nähe zum Hunzatal besitzt er eine sehr steile Südflanke mit einem enormen Höhenunterschied zum lokalen Terrain. Dabei wird der Höhenunterschied von 5000 m zum Hunzafluss in nur 15 km horizontaler Entfernung überwunden.

## Besteigungsgeschichte
Am 11. Juli 1984 erreichte eine japanische Seilschaft von der Osaka-Universität den Hauptgipfel des Bergs über den Südwestkamm. Die Expedition umfasste Takashi Matsuo (Führer), Hiromi Okuyama, Takehiro Hirota, Tokio Kozuki, Masaya Oishi, Toru Sakakibara, Kenia Sato, Shinichi Miyata, Tomoyoshi Mizukawa, Hiroyuki Onishi und Akira Noguchi. Alle Mitglieder erreichten entweder am ersten oder am darauffolgenden Tag den Gipfel. Bei ihrem Aufstieg im Expeditionsstil verwendeten sie drei Hochlager und befestigten insgesamt 3000 Meter Fixseile an den bis zu 50 Grad steilen Eisflächen.
Gemäß Himalajaindex hat es bis jetzt nur eine erfolgreiche Besteigung des Gipfels gegeben.